# 阿克萨来乡
阿克萨来乡，是中华人民共和国新疆维吾尔自治区巴音郭楞蒙古自治州轮台县下辖的一个乡镇级行政单位。

## 行政区划
阿克萨来乡下辖以下地区：
卡塔苏盖提村、阿克萨来村、月堂村和处玛克库力村。